# Mainz-Marienborn
Marienborn est un quartier (Ortsbezirk) au sud de la ville-arrondissement de Mayence, capitale du Land de Rhénanie-Palatinat. Avec environ 4 500 habitants, il est juste au-dessus du plus petit quartier de Mayence, Drais, en nombre d'habitants.

## Géographie

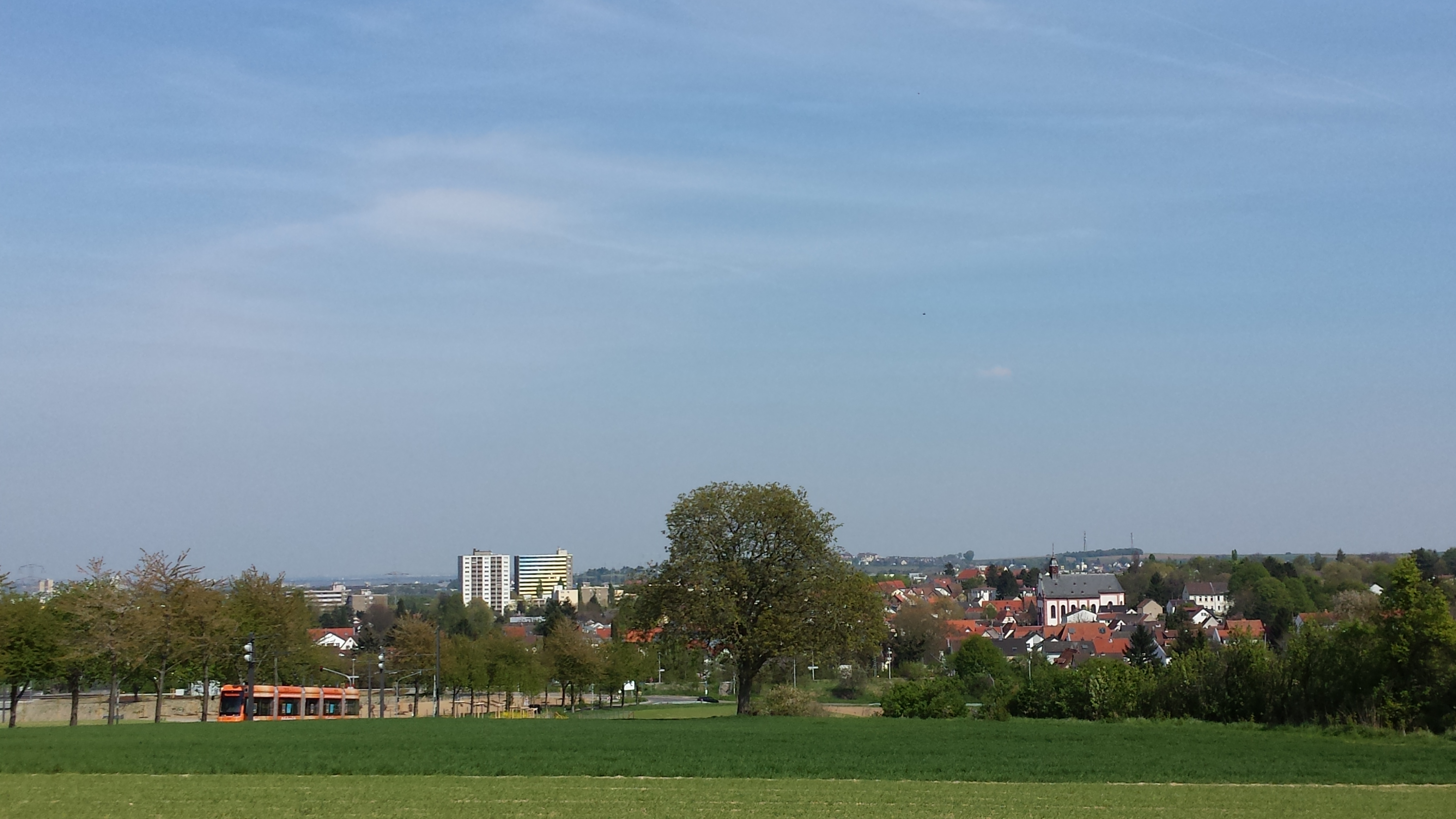
Vue ouest de Marienborn
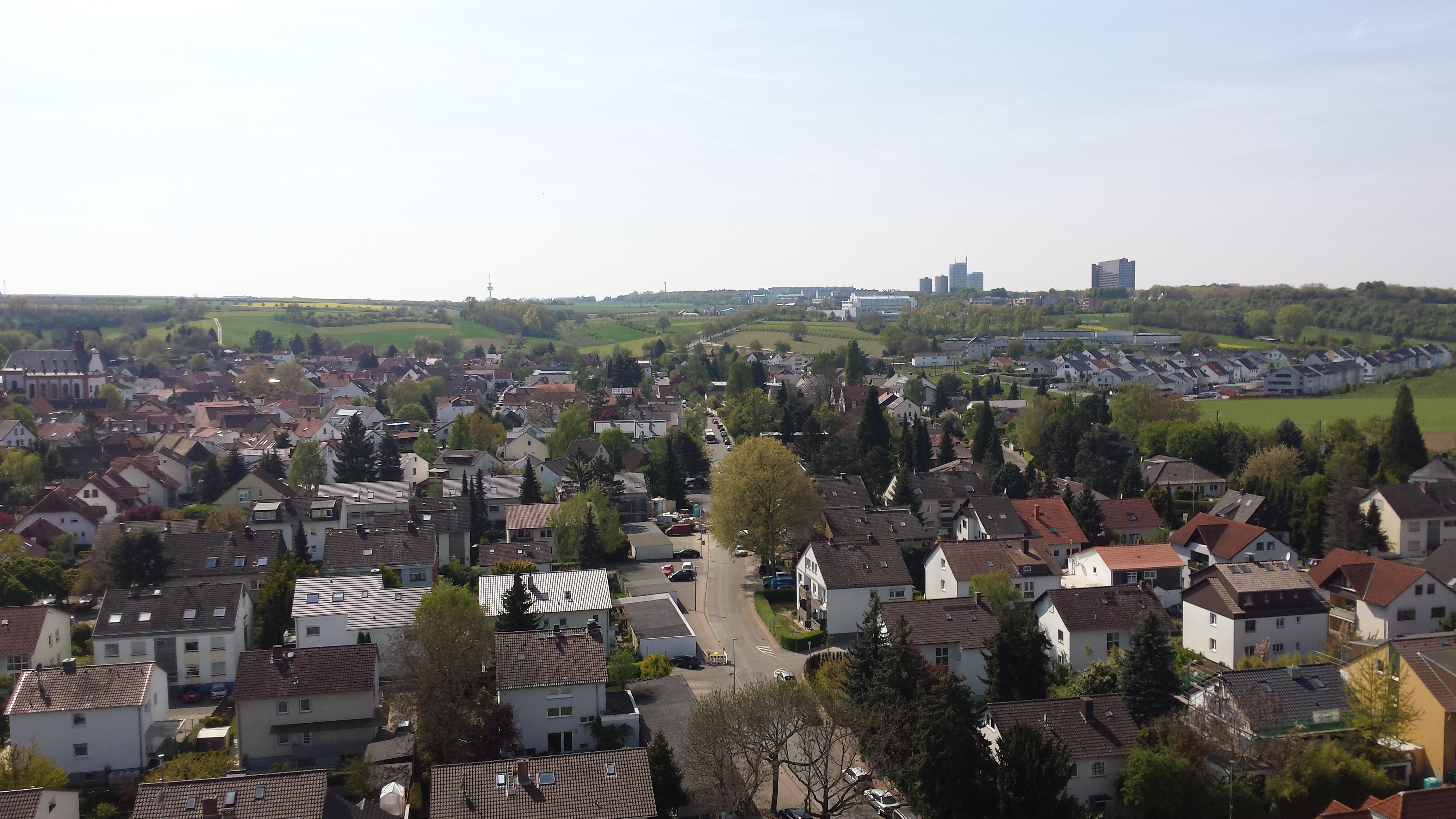
Vue de Marienborn. Au fond, de gauche à droite : Fernmeldeturm Ober-Olm, Mainz-Lerchenberg et le siège de ZDF

## Histoire
Alors que des villas romaines se sont installées assez tôt le long de la voir romaine qui menait vers la Gaule, ce n'est qu'au Xe siècle que de gros défrichages sont faits pour permettre l'établissement de villages. Les noms les plus anciens de Marienborn sont Brunnon, Burne ou Born (« source » en moyen haut-allemand). Au milieu du XVIIe siècle, le nom Mariäborn est attesté, et en 1685 Marienborn. C'est l'archevêque Willigis (vers 940 - 1011), bâtisseur de la cathédrale et de l’église Saint-Étienne, qui fait construire une chapelle à Marienborn, laquelle devient lieu de pèlerinages à partir de 1317. L’image miraculeuse (de) de la Consolatrice des affligés (Trösterin der Betrübten) remonte à 1420/30.
En 1729, est édifiée l'église paroissiale (de) dédiée à saint Étienne, avec un intérieur de style baroque : elle est consacrée le 31 août 1760 par l'évêque auxiliaire Christoph Nebel.
Aux XVIIIe et XIXe siècles, Marienborn fait partie des fortifications de Mayence. Son emplacement au bord du plateau de Hesse rhénane en faisait un endroit de choix comme quartier général. Ainsi en 1793 lors de l'occupation française et la libération de la ville par le comte prussien Charles-Auguste de Weimar, dont les troupes campaient autour de Marienborn, il avait emmené son ministre, Goethe, qui put observer d'ici la bataille et la ville du 27 mai au 26 juin : il en écrivit près de trente ans plus tard un journal de bord, intitulé Belagerung von Mainz. Y étaient aussi présents cette année-là le jeune Heinrich von Kleist et le général et théoricien de la guerre Carl von Clausewitz.
Le 7 juin 1969, Marienborn est réuni à l'agglomération de Mayence.

## Politique

### Conseil de quartier
L'adresse du Rathaus est la suivante : Im Borner Grund 38, 55127 Mainz
Depuis les élections locales de 2014, la répartition des sièges au conseil de quartier (Ortsbeirat) est la suivante :
- CDU: 4 sièges
- SPD: 4 sièges
- Grüne: 2 sièges
- ÖDP: 3 sièges

Le 8 juin 2014 Claudius Moseler devenait le premier Ortsvorsteher ÖDP de l'Histoire de Mayence avec 50,9 % des suffrages.

### Armes
Les armes du quartier présentent une fontaine qui domine une couronne sur fond azur.

### Associations
- Association du Carnaval : Die Brunnebutzer 1975 e.V.
- TuS Marienborn 1886 e.V. (sports)
- Club de tennis TC Marienborn
- Club de musique 1966 Mainz-Marienborn
- Club de chant 1876 Mainz-Marienborn
- Pompiers volontaires Mainz-Marienborn
- Groupe local pour Mayence de l'Association pour les bergers allemands SV e.V.

## Économie et infrastructures
Marienborn est dans le voisinage du centre social de ZDF de Lerchenberg et du centre de recherche du fabricant de verre Schott. Popack Logistik a ici un entrepôt depuis 2004 qui gère l'expédition à la gare de Marienborn de 20 000 palettes en 2017. Le groupe Rhein-Main a ici également son siège. Dans le bourg même, ainsi que dans les environs, on garde des activités agricoles et maraichères. La région est connue pour ses fruits : pommes, poires, prunes et cerises. La spécialité régionale est un vin de cerises.

### Transports
L'extension de la Hessischen Ludwigsbahn (de) sur la liaison de Mayence et Alzey en 1871 comporte des voies ferrées et des gares. Les trains de la ligne régionale RB 31 relient toutes les heures la gare centrale de Mayence à celle de Alzey. De Mai à Novembre le Alsace-Express relie deux fois par jour Mayence et Wissembourg.
Marienborn se trouve au croisement de l'A 60 (Rocade de Mayence) et de l'A 63 (Mayence–Kaiserslautern).
Par le bus et le tramway, l'ensemble de la ville de Mayence et des environs est facile à rejoindre.
| Bus     | MVG | ligne 70      |
| Tramway | MVG | lignes 51, 53 |

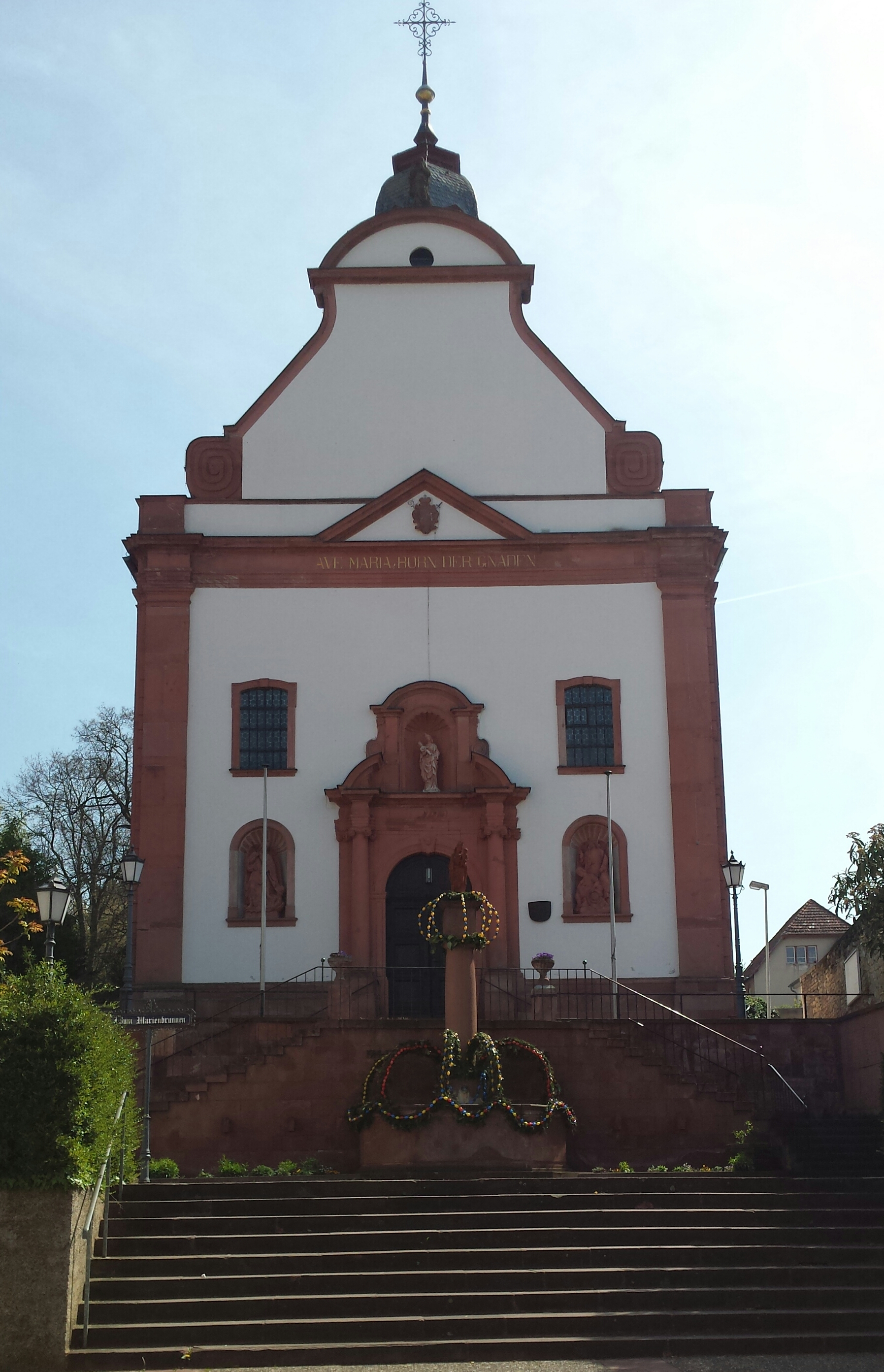
Église Saint-Étienne, avril 2017
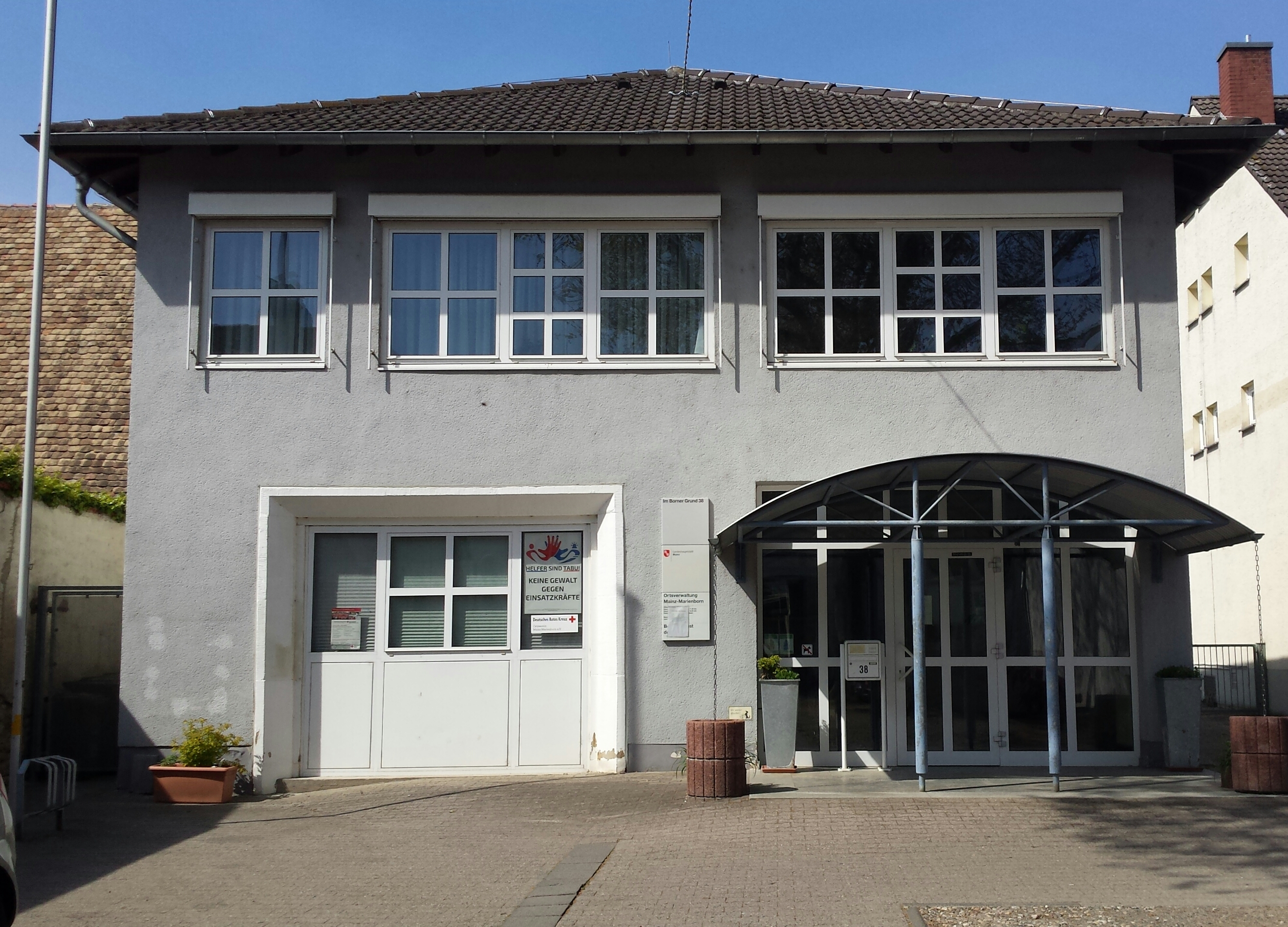
Hôtel de ville (Rathaus) de Marienborn
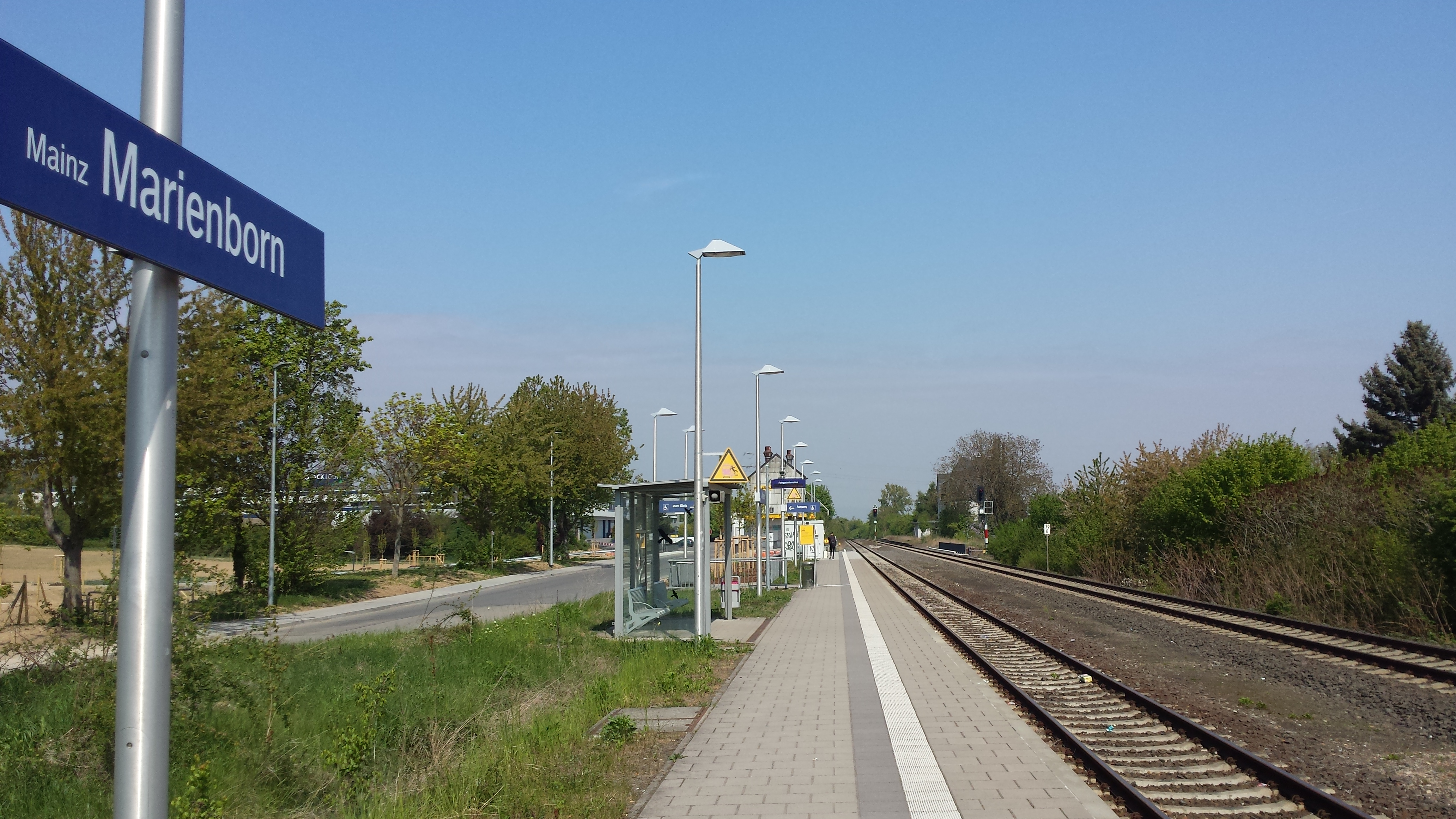
Nouvelle gare de Mainz-Marienborn en 2017
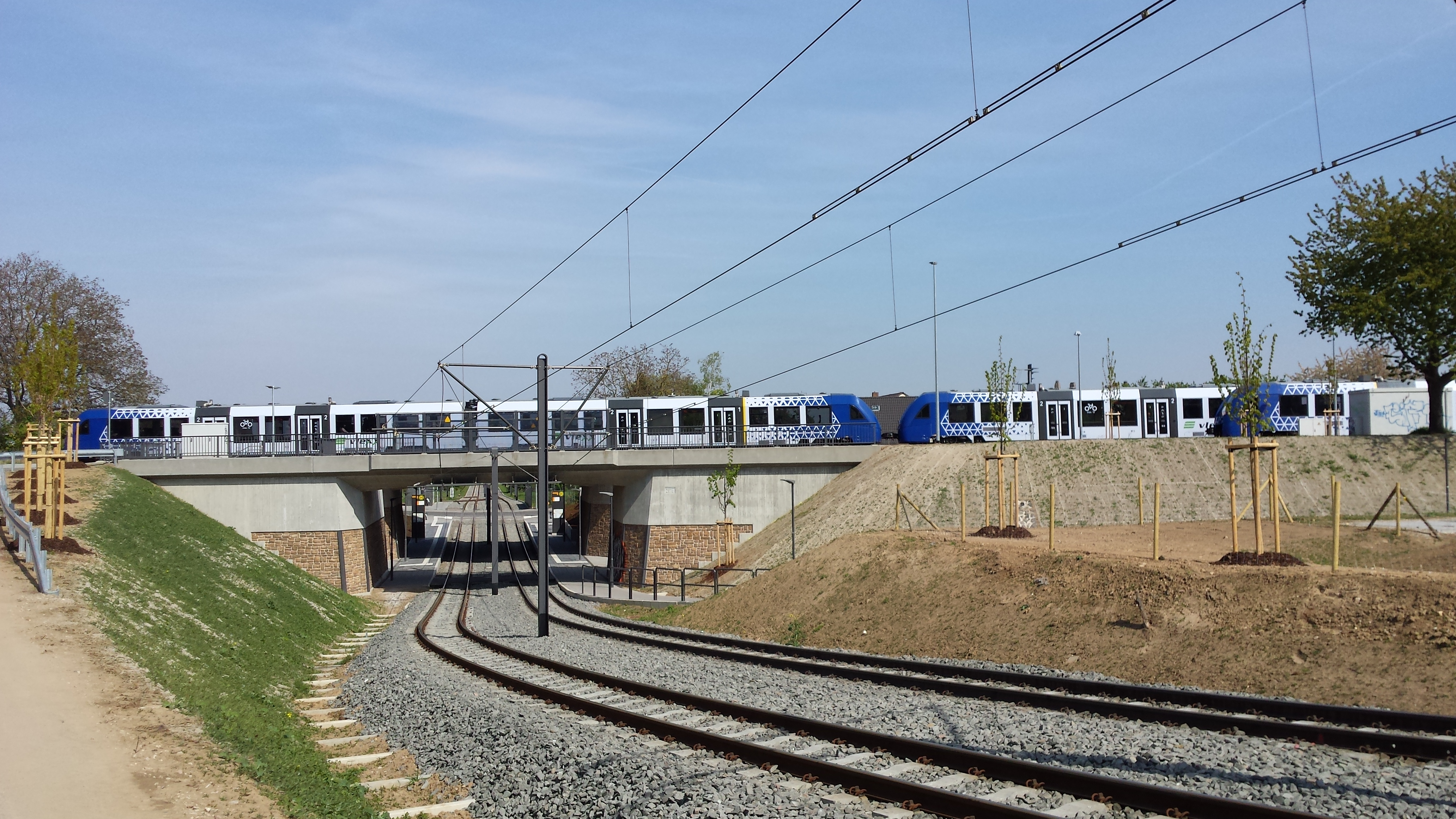
Gare de Marienborn, au-dessus : train régional Mainz-Alzey, au-dessous : Station du tramway de Mayence

## Personnalités remarquables en lien avec le quartier
- Werner Guballa (1944–2012), évêque auxiliaire de Mayence

## Source de la traduction
- (de) Cet article est partiellement ou en totalité issu de l’article de Wikipédia en allemand intitulé « Mainz-Marienborn » (voir la liste des auteurs).